# Creamy, merveilleuse Creamy
Creamy, merveilleuse Creamy (魔法の天使クリィミーマミ, Mahō no Tenshi Kurīmī Mami, littéralement L'ange magique Creamy Mami), est une série animée de magical girl produite par le Studio Pierrot à partir de 1983.
En France, le dessin-animé a été diffusé à partir du 29 avril 1988 sur La Cinq dans l'émission Youpi ! L'école est finie sous le titre Creamy, merveilleuse Creamy. Rediffusion sous le titre Creamy, adorable Creamy à partir du 19 juin 1994 dans Club mini sur TF1. Rediffusion sous le titre La Petite Etoile Carrée à partir du 20 novembre 2005 sur Boomerang. Rediffusions sous ce nouveau titre sur TMC Monte Carlo et Mangas.
Elle connut trois adaptations en OAV et parut dans d'autres productions spéciales du Studio Pierrot. Un manga en trois volumes, avec un scénario de Kazunori Itō (en) et des dessins de Yuuko Kitagawa est également sorti pendant la diffusion de la série originale. C'était la première série de magical girl produite par le Studio Pierrot, et la première à être conçue par Akemi Takada. En 2005, un sondage de TV Asahi sur les 100 meilleures séries animées de tous les temps plaça Mahō no Tenshi Creamy Mami à la 82e place.

## L'histoire
Yū Morisawa est une fillette de 10 ans ordinaire, jusqu'au jour où elle aperçoit un vaisseau spatial dans le ciel qu'elle est vraisemblablement la seule à voir. Emmenée à l'intérieur, elle fait la connaissance de Pino Pino qu'elle aide à retrouver Feather Star en détruisant un nuage de mauvais rêve dans le vaisseau. Pour la remercier, il lui donne un pendentif renfermant une baguette magique capable de réciter des formules qu'elle pourra utiliser pour une durée d'un an.
Malheureusement, Nega et Poci, les deux chats délégués par Pino Pino pour veiller sur elle et l'aider à utiliser ses pouvoirs magiques pendant le temps qui lui est imparti, n'arrivent à lire qu'une seule formule : celle qui lui permet de se transformer en adolescente de 16 ans. Une seule condition lui est imposée pour utiliser ce pouvoir : le garder secret et faire en sorte que personne ne le découvre.
Alors que Yū, transformée, se promène en ville, elle entre par hasard dans un studio de télévision où on lui propose de chanter en urgence à la place de la chanteuse à succès Megumi Ayase, empêchée dans ses obligations par une congestion du trafic routier. Poussée par la force des choses, elle s'exécute en adoptant le pseudonyme de Creamy Mami. Elle parvient à offrir une prestation magnifique avec l'aide de sa magie
Cela poussera Shingo Tachibana, le président de la maison de disques Parthenon Production, à vouloir en faire une idol. Ainsi que tout mettre en œuvre pour la retrouver et la convaincre de se lancer dans cette carrière. Il y parviendra quand, en cherchant des témoins de la première apparition de Creamy, il tombe sur Toshio Ōtomo.
Celui-ci, enthousiaste à l'idée de revoir Creamy Mami en tant qu'idol et ignorant sa véritable identité, poussera involontairement celle ci à accepter la proposition de Shingo. Il fera d'elle la star principale de Parthenon Productions.

## Les personnages
- Yū Morisawa (森沢優?) / Creamy Mami (クリィミーマミ?) : Yū est une fillette de 10 ans qui aime en secret son ami Toshio. En recevant le pouvoir de se transformer en adolescente de 16 ans, elle est amenée à remplacer la chanteuse Megumi à la télévision. Sous le nom de Creamy Mami, elle remporte un succès immédiat. Elle choisit ce pseudonyme à partir du stand de crêpe de ses parents s'appelant Creamy.
- Nega (ネガ, vf: Sinon?) : Nega est l'un des deux chats de Feather Star qui veillent sur Yū quand elle a ses pouvoirs magiques. Il peut communiquer par télépathie avec Poci.
- Poci (ポジ, vf: Sissi?) : Poci est l'un des deux chats de Feather Star qui veillent sur Yū quand elle a ses pouvoirs magiques. Elle peut communiquer par télépathie avec Nega.
- Toshio Otomo (大伴俊夫, vf: Charly?) : ami de Yū Morisawa et de Midori Kisaragi, il tombe amoureux de Creamy Mami dès la première fois qu'il la voit. Il considère Yū comme une amie et ne connait pas son secret.
- Midori Kisaragi (vf: Bouftout?) : ami de Toshio et amoureux de Yu. Celui-ci veut toujours lui faire des cadeaux et lui avouer ses sentiments à cette dernière.
- Megumi Ayase (綾瀬めぐみ, vf: Chantal?) : Megumi est une jeune idole populaire et la vedette de Parthenon Productions. Elle se sent menacée par l'arrivée de Creamy Mami et se déclare comme sa rivale. Elle est amoureuse de Shingo mais a cause de la présence de Creamy, celui ci la néglige sans arrêt.
- Shingo Tachibana (立花慎悟, vf: Jingle?) : Shingo est le président de Parthenon Productions, il reconnaît rapidement Creamy Mami comme une future idole, et essaie de faire d'elle une star.
- Hayato Kidokoro (木所マネージャー, vf: Midas Lahuri?) : Kidokoro travaille en tant qu’impresario pour la société Parthénon. Au début de l'histoire, il est le manager de Megumi mais il se fait rapidement renvoyer par cette dernière qui le trouve incompétent. Il devient alors l'impresario de Creamy Mami et c'est lui qui est chargé de son emploi du temps.
- Natsume Morisawa (森沢なつめ, vf: Cora?) : femme de Tetsuo, mère de Yū, Natsume s'occupe d'un stand de crêpe avec son mari.
- Tetsuo Morisawa (森沢哲夫, vf: Fabrice?) : mari de Natsume, père de Yū. Il tient un stand de crêpe avec sa femme.
- Pino Pino (ピノピノ?) : l'extraterrestre  Pino Pino offre des pouvoirs magiques à Yū Morisawa pendant un an, pour la remercier de l'avoir aidé à retrouver Feather Star (l'Étoile merveilleuse en vf).

## Chansons

### Génériques Série TV
- Opening 
  - "Delicate ni sukishite" (デリケートに好きして , "On ne peut jamais savoir" en VF), de Takako Ōta (Claude Lombard en VF)
- Ending 
  - "Pajama no mama de" (パジャマのままで, "Un ange" en VF), de Takako Ōta ( Claude Lombard en VF) (éps 1-26 et ép 52)
  - "LOVE sarigenaku" (ＬＯＶＥさりげなく, "Rêves" en VF), de Takako Ōta (Claude Lombard en VF) (éps 27-51)
- Générique Français 
  - "Creamy, merveilleuse Creamy", de Valérie Barouille

### Insert Songs
- "Delicate ni sukishite" (デリケートに好きして , "On ne peut jamais savoir" en VF), de Takako Ōta (Claude Lombard en VF)
- "Last Kiss de GOOD LUCK!" (ラストキッスでＧＯＯＤ ＬＵＣＫ！, "Une chance" en VF), de Saeko Shimazu (Claude Lombard en VF)
- "Pajama no mama de" (パジャマのままで, "Un ange" en VF), de Takako Ōta (Claude Lombard en VF)
- "BIN · KAN Rouge" (ＢＩＮ・ＫＡＮルージュ, "Le bonheur" en VF), de Takako Ōta (Claude Lombard en VF)
- "Yū no Creamy Mami" (優のクリィミーマミ, "Un sourire" en VF), de Takako Ōta (Claude Lombard en VF)
- "LOVE sarigenaku" (ＬＯＶＥさりげなく, "Rêves" en VF), de Takako Ōta (Claude Lombard en VF)
- "Beautiful Shock" (美衝撃（ビューティフル・ショック), "Les contes" en VF), de Takako Ōta (Claude Lombard en VF)
- "Sasayaite Je t'aime" (囁いてジュテーム ｰＪｅ ｔ'ａｉｍｅｰ), de Takako Ōta

En VF, cette chanson n'a pas été doublée et a été remplacée par la version doublée de "Delicate ni sukishite".

## Distribution[4]
| Nom du personnage         | Version originale | Version française                            |
| ------------------------- | ----------------- | -------------------------------------------- |
| Yū Morisawa / Creamy Mami | Takako Ōta        | Régine Teyssot, Claude Lombard (chant)       |
| Nega                      | Kaneta Kimotsuki  | Marie-Laure Beneston                         |
| Poci                      | Yuko Mita         | Hélène David                                 |
| Toshio Otomo              | Yū Mizushima      |                                              |
| Midori Kisaragi           | Masahiro Anzai    | Frédéric Pieretti                            |
| Megumi Ayase              | Saeko Shimazu     | Emmanuèle Bondeville, Claude Lombard (chant) |
| Hayato Kidokoro           | Sukekiyo Kameyama | Sylvain Clément                              |
| Shingo Tachibana          | Kazuhiko Inoue    | William Coryn                                |
| Natsume Morisawa          | Mika Doi          | Mireille Audibert                            |
| Tetsuo Morisawa           | Akira Murakami    |                                              |
| Pino Pino                 | Seiko Nakano      | Sophie Deschaumes                            |

## Impact et influence
Creamy Mami est connu pour avoir été un pionnier d'une nouvelle stratégie marketing connue sous le nom de media mix ou mélange des médias. La série animée servait à promouvoir une jeune et nouvelle chanteuse. La chanteuse Takako Ohta jouait la chanteuse Creamy Mami dans la série. Le générique de début, Delicate ni Suki Shite, était sa première chanson. Même s'il s'agissait d'une chanteuse débutante et non d'une vraie seiyū, elle doubla Yu/Creamy dans la série. Le résultat fut un succès : Creamy Mami devint une série culte et Takako Ohta y gagna une grande popularité qui persiste encore aujourd'hui. En 1999, l'émission Kaishingeki TV Utaemon de la chaîne Fuji TV organisa un sondage sur la chanson de série animée la plus populaire chez les spectateurs de 25 ans, et Delicate ni Suki Shite arriva en 1re position. La série a été également diffusée plusieurs fois sur Internet. En août 2006, il était possible de voir la série gratuitement en vidéo à la demande sur GyaO.
La stratégie media mix a également été utilisée avec des séries comme Erika (1989) et Idol Tenshi Youkoso Yōko (1990). La version animée de Full Moon wo sagashite (2002) repose sur le même principe. On peut également citer Lemon Angel (1987). L'utilisation d'une série animée pour promouvoir une chanteuse n'était pas nouvelle en soi car une série de ce type, Pink Lady Monogatari, existait déjà en 1978 ; cependant, Pink Lady était déjà populaire avant la série, et n'a donc pas vraiment été révélée grâce à cette dernière.
Creamy Mami fut le précurseur du format utilisé par la suite par Studio Pierrot pour ses futures productions de magical girls, en particulier Fancy Lala. Creamy Mami apparaît également dans Adesugata Mahou no Sannin Musume avec Magical Emi (Emi magique) et Pelsia (Vanessa ou la magie des rêves), ainsi que dans Majokko Club Yoningumi A-Kukan Kara no Alien X avec Magical Emi, Pelsia et Pastel Yumi (Susy aux fleurs magiques). La popularité de la série ne s'arrêta pas à deux suites, mais Creamy Mami prit également part à cinq séries de clips, à commencer par l'OAV Lovely Serenade en 1985. La seconde de ces deux suites, Magical Angel Creamy Mami Long Goodbye, débuta par l'épisode court Mahō no Tenshi Creamy Mami VS Mahō no Princess Minky Momo Gekijou no Daikessen, où Creamy Mami se bat contre Minky Momo (Gigi) d'Ashi Productions.

## Diffusions hors du Japon
Magical Angel Creamy Mami fut doublé en italien par Studio PV, pour être diffusé en Italie à partir du 3 février 1985 sous le nom de L'incantevole Creamy. Il fut également diffusé en France sous le nom de Creamy, merveilleuse Creamy à partir du 29 avril 1988. C'est lorsque le groupe AB acquit les droits des dessins-animés historiques de La Cinq, que la série s'appela Creamy, adorable Creamy.
Certains titres de Creamy, interprétés par Takako Ohta dans la version originale, ont été adaptés par Charles Level pour la version française et commercialisés dans l'album Creamy merveilleuse Creamy: Toutes les chansons originales. C'est Claude Lombard, chanteuse de la plupart des génériques des dessins-animés de La Cinq, qui les interprète.
Seuls certains morceaux originaux ont été adaptés en français. Bien que Derikēto ni Sukini Shite, Pajama no mama de et LOVE Sarigenaku, respectivement premier générique de début, premier générique de fin et second générique de fin, en fassent partie sous les titres On ne peut jamais savoir, Un ange et Rêves, un générique français basé sur la chanson italienne L'incantevole Creamy a été réalisé. Il est interprété par Valérie Barouille.
Le générique espagnol est également basé sur la version italienne.
Dans l'épisode 46, une scène de la série fait chanter Creamy sur une version piano de LOVE Sarigenaku dans la version originale. La version française, tout comme son équivalente italienne, ne ré-adapte pas cette partie et utilise la version locale du morceau à la place.

## Sorties DVD
- Déclic Images a édité plusieurs versions de coffrets. Deux en édition simple en version française seulement. La première de deux boîtes (26 épisodes chacun) en 2006. Suivie en 2007 d'une « édition petit prix », cette fois en 4 boîtes de 4 DVD (13 épisodes par coffret). Une édition seulement en VOSTF de 2 boîtes fin 2006 et une Collector (9 DVD) en 2009 comprenant la VF, la VOSTF ainsi qu'un livret.
- Une dernière en 2010, qui n'est pas réellement une édition, comprend, dans un unique coffret, les boîtes Collectors de Creamy, merveilleuse Creamy, d’Emi Magique et de Susy aux fleurs magiques en 22 DVD.

## Commentaires
- Lors de la sortie DVD, le générique fut remonté différemment de celui d'époque à cause de certaines séquences provenant du générique japonais avec crédits. Elles sont peu nombreuses et se situent surtout au début. Celui de Vanessa ou la magie des rêves est également concerné.
- Lorsque Creamy termine de chanter dans le deuxième épisode, près de la piscine à la moitié de la 13e minute, Nils Holgersson, une autre production du Studio Pierrot, se lève pour applaudir. Cette séquence est reprise dans le générique français.
- À de nombreuses reprises, Creamy, Yù, un personnage, un objet ou une référence apparaissent dans des épisodes d'une autre série du Studio Pierrot, Emi Magique. Cela se produit durant les épisodes 4, 11, 14, 15 et 29.
- Yù apparaît dans l'épisode 42 de Vanessa ou la magie des rêves à 2:41.
- Yù apparaît dans l'épisode 14 de Olive et Tom à 13:24. Elle est juste en arrière plan comme spectateur du match.

### Sites officiels
- (ja) Official Mahō no Tenshi Creamy Mami site sur Studio Pierrot.

### Internet Movie Database
- « Curtain Call » (présentation de l'œuvre), sur l'Internet Movie Database
- « Eien no Once More » (présentation de l'œuvre), sur l'Internet Movie Database
- « Long Goodbye » (présentation de l'œuvre), sur l'Internet Movie Database
- « Lovely Serenade » (présentation de l'œuvre), sur l'Internet Movie Database
- « Mahô no Tenshi Creamy Mami » (présentation de l'œuvre), sur l'Internet Movie Database
- « Mahô no Tenshi Creamy Mami VS Mahô no Princess Minky Momo Gekijou no Daikessen » (présentation de l'œuvre), sur l'Internet Movie Database
- « Majokko Club Yoningumi A-kuukan Karano Alien X » (présentation de l'œuvre), sur l'Internet Movie Database
- « Mami Emi Pelsia Adesugata Mahô no Sannin Musume » (présentation de l'œuvre), sur l'Internet Movie Database
- « Perfect Memory » (présentation de l'œuvre), sur l'Internet Movie Database